# Konrad Pegel
Konrad Pegel (Wismar, 14 de Abril de 1487 — Rostock, 13 de Novembro de 1567) foi teólogo, professor de pedagogia e reitor da Universidade de Rostock. Konrad Pegel matriculou-se na Universidade de Rostock em 1505, e dois depois recebeu seu diploma de Bacharel e em 1509 o de Mestrado. Em 1514, "Henrique V, Duque de Mecklenburgo" (1479-1552)  o nomeia diretor do Colégio Pedagógico "Porta do Céu" bem como seu filho Magnus Pegelius. Em 1521, Pegel vai para a Universidade de Wittenberg onde assistiu aulas com Martinho Lutero e Filipe Melanchthon.
Em 1516, publica sua obra sobre seus pontos de vista a respeito da penitência. A pedido do duque de Mecklenburgo, retorna para Rostock onde se torna professor titular de educação e eloquência da Faculdade de Filosofia. Como professor, deu também aulas de matemática, dialética, retórica e clássicos latinos, melhorando os estudos humanísticos. Foi durante quinze anos decano da Faculdade de Filosofia e em 1538 reitor da universidade, onde foi reeleito ao todo dez vezes. De 1556 até sua morte ocupou também os cargos de bispo e arquidiácono de Rostock.

## Obras
- Dialogus de poenitencia - 1516
- „Dialogus Theophilii ac Archiae“